# 台灣國際電玩展
台灣國際電玩展（英語：Taiwan Amusement Exhibition）是由上造國際公關顧問公司自行辦理的電子遊戲展覽，主要展示大型機台的電子遊戲，是台灣史上第一個電子遊戲展覽，最早在1993年辦理，且當年在台北市與台中市辦了兩屆。後來，在1996年的最後一次辦理之下，這項展覽也被浩天資訊主辦的台灣電子遊戲機國際產業展（英語：GTI Expo）取代，並正式走入歷史。

## 展覽背景
台灣的電子遊戲產業在1990年代屬於發展階段，遊樂場與賭博電玩也盛行的同時，間接影響到社會風氣，因而使部分合法經營大型機台電子遊戲的廠商苦無發展之處，而為了要提升休閒電玩與益智電玩的良好形象，主辦單位在1993年，決議舉行此展覽，當時稱之「台灣國際電玩暨休閒展」，地點則選在外貿協會的松山機場展覽館。
而在歷經1993年9月台中的第二屆，1994年的第三屆之後，各家電玩開發業者、大型機台電玩代理商看到國際電子娛樂產業的蓬勃發展，除了希望能夠合法代理並中文化，讓台灣消費者可以玩到符合需求的遊戲，他們也呼籲政府機關應該要拿出配套的法案，讓電子遊戲產業合法化，並得以生存。

## 展覽與活動分區
- 國際電玩區：國際級知名廠商，包含美國娛樂器械協會的成員、日本NEC、SNK、CAPCOM、TAITO、KONAMI、SEGA等，都會展示各種不同類型的大型機台電玩，其中也有餓狼傳說、弒魂武士、快打旋風|快打旋風]]、音樂機台等。
- 國內電玩區：除了台灣知名廠商自製的大型機台電玩以外，另外也包含了電子零組件廠商的展示，主要是提供給國際買主交換機台零件的製造商機。另外還有「產業隧道」專區，讓參觀者可以了解台灣遊戲產業的發展史。
- 電玩比賽：依照每年各廠商推出的電玩狀況，選擇熱門與新登場的大型機台電子遊戲，作為比賽項目，其中，格鬥類電子遊戲最受到大眾的熱愛。
- 產業發展研討會：每年邀請各廠商代表，商討各國電玩產業的發展，與相關的法律配套因應措施。

## 歷年發展
1993年
- 主辦單位徵展時，開放150個攤位的承租，國際展區邀請美國、日本、澳洲、英國等國外廠商參展，另初步規劃電腦娛樂軟體區、大型電玩區、遊樂器商品區及電玩相關零件商品區[2]。
- 電玩競賽部分，設計了「娃娃機抓娃娃大賽」、「環遊世界滾珠大賽」和「數字方塊」等電子競賽活動，此外，除了大型機台，PC平台的遊戲也在國內展區中展出，開幕典禮更吸引了立法委員翁大銘的參觀[3]。
- 由於第三波公司代理的光榮公司三國志電玩受到歡迎，加上許多仿冒的電腦遊戲充斥於電腦商場，因此，有遊戲業者出面呼籲大眾支持著作權，並且設計時應該要以人性化、操作簡易作為優先的考量[4]。
- 因為第一次的辦理吸引了六萬人次的參觀者前往會場參觀，因此主辦單位決議將該展覽於當年9月移師台中，另行舉辦「台灣秋季國際電玩暨電腦娛樂展」，並正式定名英文名稱為「TAE」（即「Taiwan Amusement Exhobition」）[5]。
- 為了遏止非法賭博電玩與推展良好的休閒益智育樂電玩，台北市電腦商業同業公會也在9月2日─9月7日合辦「第一屆國際電腦娛樂展覽會」，而此項展覽，正是「台灣電腦多媒體展」的前身，也是「台北國際電玩展」的雛型。
- 台灣電玩雜誌社，也是浩天資訊創辦人的劉浩天表示，教育部訂定的「遊藝事業輔導管理規則」，不應當是行政命令，應該要提升並修正成為法定規章，才能讓合法的廠商得以生存[6]。

1994年
- 主辦單位藉由宣導「合法、健康、專業」的優良電玩，提倡「電玩分級制」，並區隔年齡層，分為限制級與普通級電玩，希望能獲得大眾對於合法電玩的認同[7][8]。
- 第三屆展覽開幕，立法委員周荃、翁大銘、中華民國反毒促進會理事長劉昌崙成為開幕貴賓，並以「刻畫未來遊戲時代的電玩嘉年華盛會」，期望電玩產業能普及全民的生活[8][9]。
- 不同於大會指定電玩的比賽，本次的電玩比賽改以廠商自辦方式進行，其中，台灣廠商鈊象電子公司自行開發的「無敵雙槍」與日本SEGA的「VR快打」、SNK的「龍虎拳2」，受到現場參觀者的注意[8]。

1995年
- 主辦單位引進日本公司的「擬真恐龍」（GOAS），受到年輕族群與學齡孩童參觀者的好奇；另外，電玩比賽部分，鈊象電子公司自行開發的「黃飛鴻」與日本SNK的「Neo Geo」、「真武士魂」，都是受到參觀者注目的焦點[10]。

1996年
- 威展國際有限公司搶先於2月10日辦理「台北電玩大展」[11]，展示大型機台的休閒類遊戲，與電腦週邊商品，但因為性質與同年在台北世貿中心進行的「台灣電腦多媒體展」相近，因此使得2月29日舉行的「第五屆台灣國際電玩展」偏重展出成人電玩（柏青哥、彈珠台、餐廳賓果、雷電遊戲）[12]。
- 彈珠台、賓果台、麻將台受到東歐地區國家買主的重視[13]。

## 後續
在1996年4月23日，由於當時台灣的警方正在查緝遊樂器電玩與周人蔘電玩弊案，因此引起遊戲產業的不滿，中華民國電玩科技協會自救委員會進而發起萬人請願自救活動，強調「電玩無罪、罪在管理」的訴求，希望政府給予大型電玩廠商發展的空間，也因為這個風波，這個電玩展覽在1997年於高雄、1998年於台中辦理後，就正式走入歷史，取而代之的，則是浩天資訊（現：浩基有限公司）於1994年起，自行主辦的台灣電子遊戲機國際產業展。

## 相關展覽
- 台北國際電玩展（消費展區與商務展區同步設置的展覽，台北市電腦公會主辦）
- 台灣電子遊戲機國際產業展（浩基有限公司主辦，取代本展之地位）